# Julian Hanses

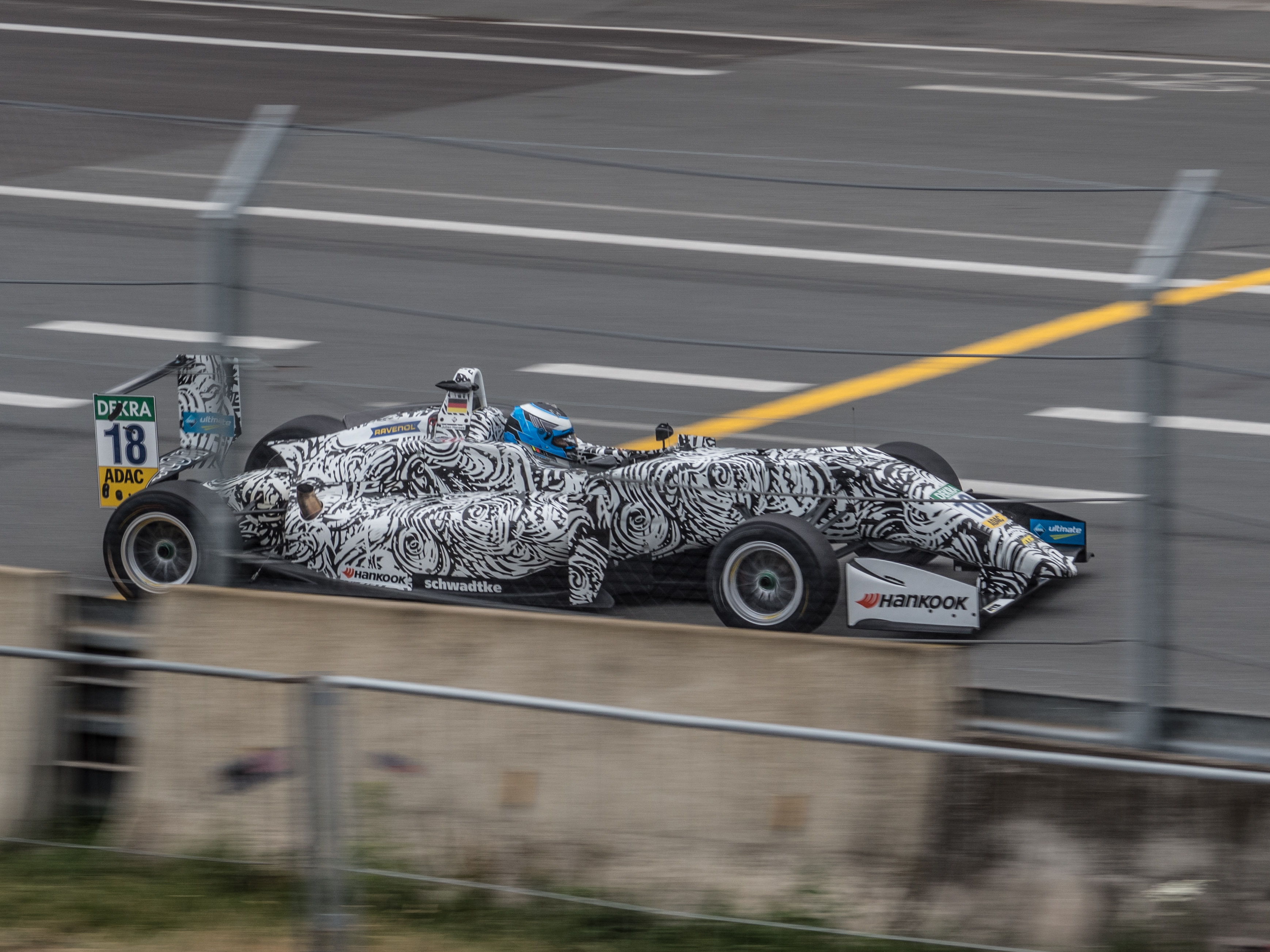
Julian Hanses auf dem Norisring, 2018

Julian Hanses (* 31. August 1997 in Hilden) ist ein deutscher Automobilrennfahrer.

## Karriere
Hanses startete seine Motorsportkarriere 2010 im Kartsport, wo er bis 2015 aktiv blieb. Seine wichtigsten Erfolge in dieser Zeit sind der zweite Platz in der Klasse X30 Junior des ADAC Kart Masters 2011, der zweite Platz in derselben Meisterschaft in der Klasse X30 Senior 2012, zwei dritte Plätze in Folge beim ADAC Kart Bundesendlauf 2012 und 2013 sowie der Titel in der X30-Senior-Klasse des ADAC Kart Masters 2014. In seiner letzten Kartsaison wurde Hanses Neunter in der X30-Shifter-Klasse des IAME International Final.
2016 wechselte Hanses in den Formelsport und startete seine Saison in der neuseeländischen Toyota Racing Series. Als einer der wenigen Fahrer ohne Formelauto-Erfahrung belegte er als letzter Fahrer, der an allen Rennen teilnahm, den 19. Platz in der Meisterschaft. Er erzielte 226 Punkte, wobei zwölfte Plätze in Teretonga Park und auf dem Manfeild Autocourse die besten Ergebnisse waren. Anschließend gab Hanses sein Formel-4-Debüt in der ADAC Formel-4-Meisterschaft, in der er für das Team vom Timo Scheider an den Start ging. Er hatte eine schwierige Debütsaison, in der er ohne Punkte und mit zwei zwölften Plätzen im Circuit Park Zandvoort als bestes Ergebnis auf dem 35. Platz in der Gesamtwertung abschloss.
2017 blieb Hanses in der ADAC Formel 4 aktiv, wechselte aber zum Team US Racing. Seine Ergebnisse verbesserten sich in seiner zweiten Saison in der Klasse und er erzielte in der ersten Jahreshälfte regelmäßig Punkte. Im dritten Rennen auf dem Nürburgring holte Hanses seinen ersten Podiumsplatz und im darauffolgenden Rennen auf dem Sachsenring gewann er sein erstes Rennen in der Klasse. Mit 82 Punkten belegte er den elften Tabellenrang.
2018 gab Hanses sein Formel-3-Debüt in der Formel-3-Europameisterschaft für das Team Ma-con Motorsport, das erstmals seit 2013 wieder in der Klasse antrat. Er erreichte mit sieben Punkten den 19. Gesamtrang.
2019 startete Hanses in der Euroformula Open. 2020 belegte er den fünften Rang in der Gesamtwertung beim Porsche Carrera Cup Deutschland und war im Porsche Supercup sowie der Porsche Sprint Challenge Middle East aktiv. 2021 wurde Hanses Neunter im Porsche Carrera Cup Deutschland. 2022 tritt er in der ADAC GT4 Germany sowie der Nürburgring Langstrecken-Serie an.